# Alcis dasimaria
Alcis dasimaria là một loài bướm đêm trong họ Geometridae.